# Élection présidentielle camerounaise de 2025
L'élection présidentielle camerounaise de 2025 a lieu le 12 octobre 2025 afin d'élire le président de la république du Cameroun.
Le président en exercice Paul Biya se présente à sa réélection pour un nouveau mandat de sept ans. Âgé de 92 ans, son état de santé fait l'objet de débats quant à sa capacité à assurer un nouveau septennat.
Le scrutin voit l'exclusion de nombreux candidats dont notamment le principal dirigeant de l'opposition, Maurice Kamto, arrivé deuxième au scrutin précédent, dans un contexte d'émergence de nouvelles figures de l'opposition.

## Contexte

### Présidence de Paul Biya depuis 1982

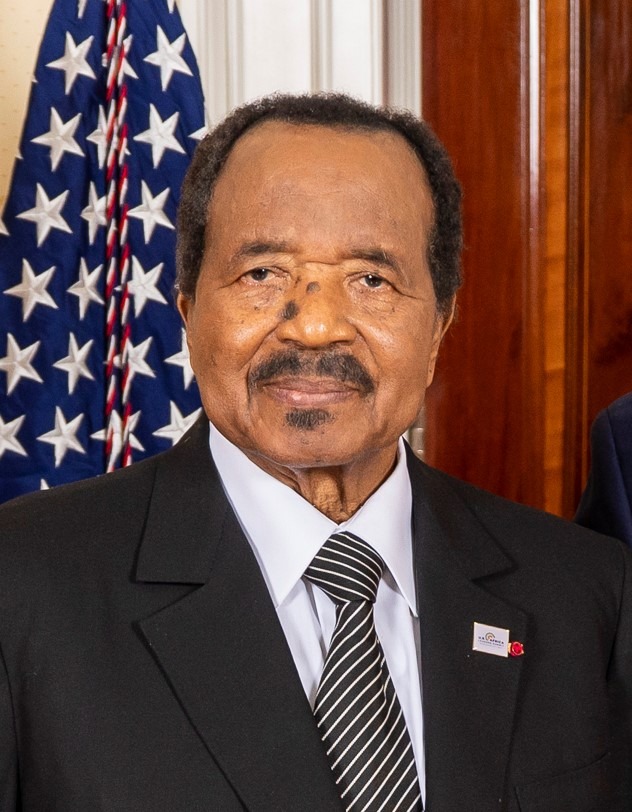
Paul Biya en 2022.

Paul Biya se trouve à la présidence du Cameroun de manière ininterrompue depuis novembre 1982. Chef de gouvernement à partir de 1975 sous la présidence d'Ahmadou Ahidjo, il prend la tête du pays à la suite de la démission surprise de ce dernier en 1982. Il consolide son pouvoir après l'échec d'une tentative de coup d'État par la garde présidentielle en 1984, qui lui permet alors d’éliminer ses rivaux. Il introduit des réformes politiques dans les années 1980 puis, sous de fortes pressions, accélère la mise en œuvre du multipartisme dans le contexte de la fin de la guerre froide. Élu sans opposition en 1984 et 1988, il remporte d'assez peu l'élection présidentielle de 1992, avant d'être réélu avec une large majorité en 1997, 2004, 2011 et 2018. L'opposition et des gouvernements occidentaux mentionnent des irrégularités à chaque élection.
À 92 ans, Paul Biya est en 2025 le plus vieux dirigeant élu en exercice au monde et le quatrième plus ancien en fonction après le sultan Hassanal Bolkiah, le roi Charles XVI Gustave et le président Teodoro Obiang Nguema Mbasogo. L'état de santé du président sortant Paul Biya provoque des débats au Cameroun quant à son aptitude à se porter candidat à un nouveau mandat. Sont notamment critiquées ses absences à répétition, certains candidats tels que Christian Ntimbane dénonçant l'état de santé du président.
L'élection présidentielle de 2018 voit le président en exercice Paul Biya réélu pour un huitième mandat avec 71 % des voix, devant le candidat du Mouvement pour la renaissance du Cameroun (MRC), Maurice Kamto, qui arrive deuxième avec 14 % mais dénonce des résultats qu'il affirme truqués. Le scrutin se déroule dans un contexte de violence généralisée, marqué par l'insécurité causée par des mouvements séparatistes dans les régions du Nord-Ouest et du Sud-Ouest dans le cadre de la crise anglophone. Le groupe djihadiste Boko Haram continue également de faire des ravages dans la région de l'Extrême-Nord. Enfin, le résultat de l'élection est entaché par des allégations de fraude électorale de la part de l'opposition.
La date du scrutin est fixée le 11 juillet 2025 au 12 octobre de la même année. Agé de 92 ans, Paul Biya annonce deux jours plus tard qu'il se porte candidat à l'élection présidentielle afin de briguer un huitième mandat,.

### Nouvelle candidature de Maurice Kamto

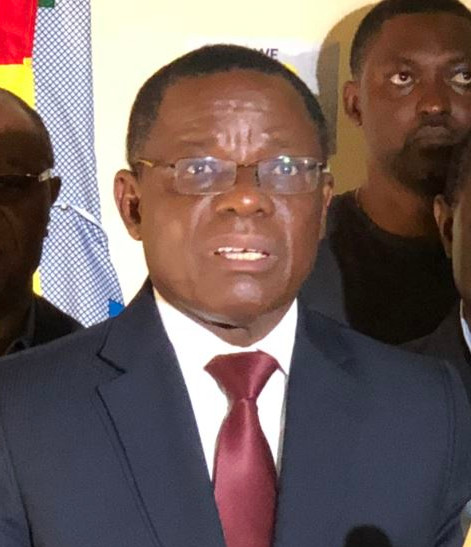
Maurice Kamto en 2018.

Maurice Kamto, principale figure de l'opposition à la présidentielle de 2018, est investi par le Mouvement pour la renaissance du Cameroun (MRC), absent de l'Assemblée nationale mais présents dans quelques conseils municipaux. Selon certaines interprétations de l’article 121 du Code électoral qui stipule que seuls les partis représentés à l’Assemblée nationale, au Sénat, dans un Conseil régional ou municipal peuvent investir des candidats, sa plateforme en vue de cette présidentielle, l'Alliance politique pour le changement (APC) pourrait donc l'investir juridiquement. Maurice Kamto justifie la possibilité de sa candidature en se basant sur la présence d’élus du MRC à l'échelon local, et, des juristes, à propos de l’article 121 du Code électoral, se basent pour présumer de la possibilité de sa candidature sur la présence d’élus ralliés en cours de mandature, tels que Jean-Michel Nintcheu, ancien député SDF. La question est aussi associée à celle de la date des législatives et des locales, initialement prévues en février 2025, avant la présidentielle, et dont le report est possible en 2026 depuis une loi de prorogation des mandats de juillet 2024.
La plateforme APC est formée afin de rassembler des hommes politiques et figures de la société civile autour de la candidature de Maurice Kamto par le député Jean-Michel Nintcheu lors du congrès du MRC les 9 et 10 décembre 2023 au palais des congrès de Yaoundé, en présence de personnalités politiques telles que Jean-Michel Nintcheu, Bello Bouba Maigari, Prosper Nkou Mvondo, Hermine Patricia Tomaïno Ndam Njoya, Cyrille Sam Mbaka,. Aucun d'entre eux n'apporte cependant son soutien explicite à cette candidature, le choix de faire à nouveau appel à Maurice Kamto divisant l'opposition.

### Multiplication des candidatures de l'opposition
De nouvelles figures, plus jeunes, émergent par ailleurs depuis 2018 comme possibles candidats, notamment Cabral Libii, Emmanuel Franck Biya, et l'enseignant Éric Essono Tsimi. À l'approche de la fin du mandat du président sortant, plusieurs candidatures sont déclarées progressivement.
En mai 2024, Éric Essono Tsimi, écrivain et enseignant-chercheur à New York, annonce sa candidature « civile et citoyenne » lors d'un entretien avec le journaliste Jean-Bruno Tagne sur la chaîne Naja TV. À la suite de ces annonces, Éric Essono Tsimi entame une campagne de mobilisation avec des descentes à Douala, Bertoua, Maroua et Ebolowa, via la plateforme qu'il a fondée, Nous Sommes Le Changement.
Hermine Patricia Tomaïno Ndam Njoya annonce sa candidature le 21 février 2025 lors des vœux à la presse de l'Union démocratique camerounaise (UDC), dont elle est la présidente.
Fin juin 2025, l'ancien ministre de la Communication et porte-parole du gouvernement de 2009 à 2018, Issa Tchiroma Bakary annonce sa candidature sous la bannière du Front pour le salut national du Cameroun (FNSC), après avoir démissionné de son poste de ministre de l’Emploi. Quelques jours plus tard, l'ancien Premier ministre — de 1982 à 1983 — et président de l’Union nationale pour la démocratie et le progrès (UNDP), Bello Bouba Maigari, officialise à son tour sa candidature lors du congrès de son parti le 28 juin 2025, tout en conservant son poste de ministre d’État du Tourisme. La présence de ces deux vétérans de la politique dans la course présidentielle est perçue comme un tournant significatif pour l’opposition camerounaise. Leurs candidatures, portées par deux personnalités du Nord autrefois alliées au régime de Paul Biya, pourraient marquer la fin de l’alliance traditionnelle entre le pouvoir central et les élites septentrionales, au moment où le président Biya n’a pas encore fait connaître son intention de se représenter.

## Système électoral
Le président de la république du Cameroun est élu au scrutin uninominal majoritaire à un tour pour un mandat de sept ans, renouvelable indéfiniment. Est élu le candidat qui obtient le plus de suffrages.

### Calendrier électoral
En vertu de la loi électorale camerounaise, l'élection présidentielle se tient 20 jours au moins et 50 jours au plus avant l’expiration des pouvoirs du président de la République en exercice. L'article 80 de la loi électorale camerounaise de 2012 dispose que la liste électorale nationale doit être publié au plus tard le 30 décembre.
Élections Cameroun (ELECAM) lance en 2024 et 2025 des campagnes d'inscriptions sur les listes électorales en partenariat avec les entreprises allemandes Veridos et Matsoukis, en vue d'obtenir un fichier électoral sain,,,. Elles sont accusées par Maurice Kamto de participer à la fraude par la non-diffusion de la liste électorale nationale.
Le président Paul Biya signe le 11 juillet 2025 un décret convoquant l’électorat, fixant la date de l'élection au 12 octobre 2025 et déclenchant officiellement la période d’enregistrement des candidatures,,,,.
Un délai légal de 10 jours s'ouvre à partir de la date de la convocation pour le dépôt des dossiers à ELECAM, soit jusqu'au 21 juillet 2025,,,,,.

## Candidatures

### Appels à la candidature de Paul Biya
Peu après la réélection de Paul Biya en 2018, des appels à sa candidature se font entendre en vue de 2025. Le premier appel d'entre eux intervient en 2021 à Monatélé. Le 17 mai 2023, le ministre Malachie Manaouda lance un autre appel dans un communiqué publié en 2022. Dans la région de l'Est, un énième appel est préparé le 9 juin 2023. Le 9 septembre 2023, le weekend avant le match de football opposant le Cameroun au Burundi le 12 septembre 2023, le même ministre offre 1000 billets d'accès au stade à des jeunes en vue de soutenir la candidature de Paul Biya à l'élection de 2025. Des élites de la région de l'Ouest réunis le 1er novembre 2023 soutiennent une éventuelle candidature pour 2025. Le 10 mars 2024, un reportage de la Cameroon Radio Television (CRTV) projeté au palais des congrès devant un parterre de ministres appelle à sa candidature. Une nouvelle candidature de Paul Biya provoque l'incertitude au sein du gouvernement camerounais, dont les membres ne s'accordent pas à l'affirmer comme assurée.
En novembre 2023, Emmanuel Franck Biya, participe à une réunion du RDPC de France qui apporte son soutien à Paul Biya, « candidat naturel » de ce parti à l'élection présidentielle de 2025. En juin 2024, dans une « mise au point », Samuel Eto'o affirme ne pas être candidat et renouvelle son soutien au président sortant.

#### Appel du président du Conseil constitutionnel
Début novembre 2024, Edmond Kamguia, chroniqueur à Équinoxe Télévision souligne que Clément Atangana, président du Conseil constitutionnel, organe qui proclamera le résultat des élections et d'autres membres au pouvoir à Yaoundé, participent à une réunion des élites régionales du parti au pouvoir. D'autres personnalités telles Jacques Fame Ndongo, Martin Mbarga Nguélé, sont présentes,. Les travaux s’achèvent par la lecture d’une motion de soutien, de fidélité et d’engagement derrière le président de la République Paul Biya,. Pour Edmond Kamguia, « Clément Atangana est membre du conseil constitutionnel, cette instance qui va arbitrer non seulement le contentieux, mais qui va en dernier ressort déclaré qui est président de la République à l’issue de l’élection présidentielle. Vous voyez qu’il n’a jamais perdu sa casquette de militant du Rdpc. Il n’a jamais été à l’écart du soutien, de l’engagement auprès du chef de l’État. ».

#### Appel de Jacques Fame Ndongo
Fin 2024, le ministre d'État Jacques Fame Ndongo appelle la population à soutenir Paul Biya, « candidat naturel » du RDPC. Le 29 décembre 2024, le porte-parole et secrétaire à la communication de son comité central fait savoir que « la candidature du Président Paul Biya découle tout simplement du Droit positif alors que les opinions contraires relèvent d'un pari putatif ».

#### Appel des chefs traditionnels
Le 27 janvier 2025, le Conseil des chefs traditionnels qui regroupe un millier de chefs issus des dix régions du Cameroun, apporte son soutien à la candidature du président Paul Biya à l'élection présidentielle de 2025.
Le nouveau chef élu de ce Conseil des chefs traditionnels, Guy Tsala Ndzomo, déclare lors de travaux organisés par le ministre Paul Atanga Njique « C'est un homme d'expérience et il connaît le Cameroun mieux que personne ». A la fin de ces travaux, le chef traditionnel de Guirvidig,Hamidou Aliou, lit une déclaration de soutien à une candidature de Paul Biya.

### Opposition à la candidature de Paul Biya
En juin 2025, un conseiller municipal de la ville de Monatélé, Léon Theiller Onana saisi l’ELECAM, organe en charge des élections, pour faire constater l'illégalité, d'une éventuelle candidature de Paul Biya.

### Candidatures officielles et contentieux
Univers dépose le 11 juillet 2025 la candidature de Akere Muna, menée par Prosper Nkou Mvondo.
Maurice Kamto soumet officiellement sa candidature le 18 juillet 2025 sous l'étiquette du Mouvement africain pour la nouvelle indépendance et la démocratie (MANIDEM). Il fait à cette l'occasion l'objet de virulentes critiques du Ministre du Travail et de la Sécurité sociale et secrétaire général adjoint du RDPC, Grégoire Owona. Ce dernier déclare ainsi « Kamto-Ekane: leur seul point de convergence c’est Violence-Argent !!!  [...] Alliance  contre nature! Association de m…… [...], »
Á la clôture du dépôt des candidatures le 21 juillet 2025, ELECAM totalise un nombre record de 83 dossiers.
Le 26 juillet 2025, ELECAM annonce n'avoir retenue que 13 candidatures sur les 83 déposées. Est notamment rejetée la candidature de Maurice Kamto, pour cause de « Pluralité d’investiture par le Mouvement africain pour la nouvelle indépendance et la démocratie (Manidem) ». Les candidats provisoirement exclus de la compétition présidentielle disposent d'un unique et ultime recours devant le Conseil constitutionnel. Un total de 35 requêtes contre les résolutions d'ELECAM sont ainsi enregistrées à l'expiration du délai de recours. Le conseil constitutionnel déboute plusieurs candidats début août, dont notamment Léon Theiller Onana le 3 août et Maurice Kamto le 5 août,,,,,.
A l'issue de cette période de vérification des candidatures retenues par Elecam, le Conseil constitutionnel ne valide finalement que douze des treize candidats pré-sélectionés, excluant Hilaire Marcaire Dzipan, du Mouvement progressiste (MP).

### Listes
| N° | Candidat             | Candidat                            | Parti                                                     |
| -- | -------------------- | ----------------------------------- | --------------------------------------------------------- |
| 1  | Seta Caxton Ateki    | Seta Caxton Ateki                   | Parti de l'Alliance libérale (PAL)                        |
| 2  | Bello Bouba Maigari  | Bello Bouba Maigari                 | Union nationale pour la démocratie et le progrès (UNDP)   |
| 3  |                      | Paul Biya                           | Rassemblement démocratique du peuple camerounais (RDPC)   |
| 4  | Jacques Bouhga-Hagbe | Jacques Bouhga-Hagbe                | Mouvement citoyen national camerounais (MCNC)             |
| 5  |                      | Issa Tchiroma Bakary                | Front pour le salut national du Cameroun (FSNC)           |
| 6  |                      | Hiram Samuel Iyodi                  | Front des démocrates camerounais (FDC)                    |
| 7  |                      | Pierre Kwemo                        | Union des mouvements socialistes (UMS)                    |
| 8  |                      | Cabral Libii                        | Parti camerounais pour la réconciliation nationale (PCRN) |
| 9  | Serge Espoir Matomba | Serge Espoir Matomba                | Peuple uni pour la rénovation sociale (PURS)              |
| 10 |                      | Akere Muna                          | Univers                                                   |
| 11 |                      | Joshua Osih                         | Front social démocrate (FSD)                              |
| 12 |                      | Hermine Patricia Tomaïno Ndam Njoya | Union démocratique du Cameroun (UDC)                      |

## Sondages
| Sondage | Date                | Échantillon | Marge d'erreur | Maurice Kamto | Cabral Libii  | Paul Biya | Akere Muna | Chris Fomunyoh | Joshua Osih | Abakar Ahamat | Autres | Avance |       |       |       |       |       |        |
| ------- | ------------------- | ----------- | -------------- | ------------- | ------------- | --------- | ---------- | -------------- | ----------- | ------------- | ------ | ------ | ----- | ----- | ----- | ----- | ----- | ------ |
| Sondage | Date                | Échantillon | Marge d'erreur | EC4UC         | 1-6 mars 2025 | 700       | ±3.6%      | 57.28%         | 12.83%      | 10.83%        | Autres | Avance | 1.28% | 0.31% | 1.36% | 4.31% | 11.8% | 44.45% |
| EC4UC   | 14-18 décembre 2024 | 702         | ±3.6%          | 55.74%        | 17.98%        | 10.41%    | 3.48%      | 2.60%          | 2.45%       | 2.21%         | 5.11%  | 37.76% |       |       |       |       |       |        |

## Résultats
| Candidats                | Candidats                | Partis                   | Voix      | %   |
| ------------------------ | ------------------------ | ------------------------ | --------- | --- |
|                          | Seta Caxton Ateki        | PAL                      |           |     |
|                          | Bello Bouba Maigari      | UNDP                     |           |     |
|                          | Paul Biya                | RDPC                     |           |     |
|                          | Jacques Bouhga-Hagbe     | MCNC                     |           |     |
|                          | Issa Tchiroma Bakary     | FSNC                     |           |     |
|                          | Hiram Samuel Iyodi       | FDC                      |           |     |
|                          | Pierre Kwemo             | UMS                      |           |     |
|                          | Cabral Libii             | PCRN                     |           |     |
|                          | Serge Espoir Matomba     | PURS                     |           |     |
|                          | Akere Muna               | Univers                  |           |     |
|                          | Joshua Osih              | FSD                      |           |     |
|                          | Hermine Ndam Njoya       | UDC                      |           |     |
|                          |                          |                          |           |     |
| Votes valides            |                          |                          |           |     |
| Votes blancs et nuls     |                          |                          |           |     |
| Total                    | Total                    | Total                    |           | 100 |
| Abstention               |                          |                          |           |     |
| Inscrits / participation | Inscrits / participation | Inscrits / participation | 7 845 662 |     |